# Erdmann Heinrich Henckel von Donnersmarck
Erdmann Heinrich Wilhelm Henckel von Donnersmarck (* 21. September 1681 in Oderberg, Schlesien; † 1. September 1752 in Pölzig, Herzogtum Sachsen-Gotha-Altenburg) war ein deutscher Pietist und Erbauungsschriftsteller.

## Leben und Wirken
Erdmann Heinrich Henckel von Donnersmarck wurde 1681 als jüngster Sohn des Elias Andreas Henckel von Donnersmarck (1632–1699) aus der Vösendorfer Linie des Geschlechts Henckel von Donnersmarck und dessen Frau Barbara Helene von Maltzan (1641–1726) auf der Oderburg geboren. Als Mitgift seiner Frau erwarb der Vater das Rittergut Pölzig, wohin die Familie 1691 aus der katholisch geprägten Minderherrschaft Oderberg übersiedelte, um ihren drei Kindern Helena Constantia (1677–1753), Wenzel Ludwig (1680–1734) und Erdmann Heinrich eine evangelische Erziehung im Sinne des klassischen Pietismus zukommen zu lassen.
Ab 1698 studierte Erdmann Heinrich Henckel zusammen mit seinem Bruder an der Universität Leipzig Theologie. Nach dem Tode seines Vaters bereiste er ab 1700 Frankreich, Holland und England. Vermutlich hielt er sich in dieser Zeit auch in Halle auf, das zu dieser Zeit das Zentrum des älteren Pietismus bildete. Henckel von Donnersmarck knüpfte dabei Freundschaften mit Gleichgesinnten wie August Hermann Francke, Paul Anton, Johann Adam Steinmetz, Heinrich X. und Heinrich XXIX. von Reuß-Ebersdorf. Nachdem ein Eintritt in den sächsischen oder dänischen Staatsdienst nicht zustande gekommen war, kaufte er das mütterliche Rittergut Pölzig auf und machte es zu seinem ständigen Sitz. Er erweiterte das Gut Pölzig und widmete sich der Verwaltung seiner Güter und Vormundschaftsangelegenheiten (u. a. für den minderjährigen Grafen Heinrich XI.). Außerdem beschäftigte er sich mit geistlichen Angelegenheiten, schriftstellerischen Arbeiten und einer reichhaltigen Korrespondenz. Das Schloss Pölzig wurde zu einem Treffpunkt mit Gleichgesinnten. Am Stuttgarter Hof lernte er seine erste Frau Luise Sophie kennen, die dort durch ihre Tante, Herzogin Johanna Elisabeth, eine pietistische Erziehung erhalten hatte. Eine Zeit lang lebte Henckel von Donnersmarck auf Schloss Stetten, dem Witwensitz der Herzogin, und kam mit süddeutschen Pietisten wie Johann Jacob Moser in Kontakt. Ebenso stand er in Verbindung mit dem jungen Anton Friedrich Büsching. Persönlich traf ihn das Liebesverhältnis seiner ältesten Tochter Henriette Helene mit ihrem Neffen sowie ihr Übertritt zum Katholizismus.

## Familie
Henckel von Donnersmarck war in erster Ehe mit Luise Sophie von Solms-Sonnenwalde (1693–1717) verheiratet.
Aus der Ehe entstammte die Tochter Henriette Helene (1715–1772).
1727 heiratete er Charlotte Marie von Leiningen-Dagsburg (1704–1783). Das Paar hatte zwei Kinder:
- Johann Erdmann (1728–1803) ⚭ 1. 1753 Henriette Friederike von Bünau (1733–1792), 2. 1783 Maria-Theresa Golfinger von Steinberg (1744–1800)
- Johanna Charlotte (1731–1790) ⚭ um 1757 Otto Leopold von Beeß (1690–1761)

## Publikationen
- Als Der Allerdurchlauchtigste, Großmächtigste Fürst und Herr, Herr Friedrich, König in Preussen ... Sich den XVIII. Januar. An. MDCCI. in Königsberg zum König höchstfeyerlich salben liessen, Wolte gegen Sr. Königl. Majestät In einer solennen Rede Auff der Friedrichs-Universität zu Halle seine allerunterthänigste gratulation ablegen, 1701
- Responsum einer theologischen Facultaet, auf geschene Anfrage: ob, da in göttlichen und weltlichen Rechten denen Richtern untersaget ist Geschencke zu nehmen, solches Verboth auch die Partheyen verbinde, denen Richtern keine Geschencke anzubieten?, etc., 1722
- Die letzten Stunden einiger der evangelischen Lehre zugethanen : und in diesem und nechst verflossenen Jahren selig in dem Herrn verstorbenen Personen, von unterschiedenem Stande, geschlecht und alter, zum Lobe Gottes und zu allgemeiner Erweckung, Erbauung und Stärckung so wol derer ietzo Lebenden, als der Nachkommen aus gewissen und wohl-geprüften Nachrichten zusammen getragen, Verlag des Waisenhauses Halle, 1726–1757
- Zeugniß Von der Gnade und Wahrheit in Christo Abgeleget in Predigten, Welche Uber die ordentliche Sonn- und Fest-Tägliche Evangelia Zu Potsdam in der Heiligen-Geist-Kirche, Unter göttlichem Beystand, gehalten, Und auf vieler Verlangen Mit nöthigen Registern heraus gegeben worden, Verlag des Waisenhauses Halle, 1741
- Die Würtembergische Tabea, Oder Das Merckwürdige äussere und innere Leben und seelige Sterben Der Weyland Gottseeligen Jungfrauen/ Beata Sturmin Welche Den XI. Januarii 1730. zu Stuttgardt im Hertzogthum Würtemberg durch einen seeligen Tod ist vollendet worden : Aus eigenem Umgang ... Erfahrung wahrgenom[m]en, In der Furcht des Herrn unpartheyisch abgefaßt, Zur Offenbahrung der herrlichen Gnade Gottes Und Preiß des Nahmens Jesu Christi, Wohlmeynend mitgetheilet, Metzler und Erhardt, Stuttgart, Esslingen 1730
- Pöltzigisches Denckmahl in zwo den 26 und 29 Junii 1746. Von dem Seligen Bleiben in Jesu und seiner Lehre, aus I Joh., II, 24 und 28. daselbst gehaltenen und nun durch den Druck mitgetheilten Reden, Verlag des Waisenhauses Halle, 1747
- Der freudige Zuruf Jesu an den vollendeten Gerechten den weyland Hochgebohrnen Herrn Herrn Erdmann Heinrich des Heiligen Römischen Reichs Grafen von Henckel Freyherrn von Donnersmarck ..., welcher den 1 Sept. 1752. Friedens- und Freudens-voll in seine Ruhe eingegangen, um 1754